# ブランカ1世 (ナバラ女王)
ブランカ1世（Blanca I, 1387年7月6日 - 1441年4月1日）は、ナバラ王国の女王（在位：1425年 - 1441年）。ナバラ王カルロス3世（シャルル3世、エヴルー伯）とカスティーリャ王エンリケ2世の娘レオノールの長女。フランス名ブランシュ・ド・ナヴァール（Blanche de Navarre）、イタリア名ビアンカ・ディ・ナヴァッラ（Bianca di Navarra）。

## 生涯
はじめシチリア王マルティーノ1世（アラゴン王マルティン1世の子）と、1402年に結婚した。2人の間に生まれたマルティーノ（1403年 - 1407年）が夭逝した後、マルティーノ1世も1409年に死去した。シチリア王位はマルティン1世がマルティーノ2世として継承した。
10年後の1419年、アラゴン王フェルナンド1世の次男フアン（後のアラゴン王フアン2世）と再婚した。フェルナンド1世はマルティン1世の甥で先夫の従弟であり、ブランカの母方の従兄であった。1425年に父が死去した際、男子がいずれも夭逝していたため、長女であるブランカがナバラ王位を継承し、夫フアンもナバラ王となった。
2人は1男3女をもうけた。
- カルロス（1421年 - 1461年） - ビアナ公
- フアナ（1423年 - 1425年）
- ブランカ（1424年 - 1464年） - カスティーリャ王エンリケ4世と結婚
- レオノール（1426年 - 1479年） - ナバラ女王（1479年）、フォワ伯ガストン4世と結婚

1441年にブランカが死去した後、夫が単独のナバラ王となった。だが、ブランカが遺言で王位を長男カルロスに譲ると表明したにもかかわらず、フアンが王位を譲らなかったため、父子は対立し内戦が勃発した。フアンは1444年にフアナ・エンリケスと再婚、1458年に兄アルフォンソ5世の王位も継承してアラゴン王フアン2世となった。